# Peugeot Type 176
La Peugeot type 176 limousine est un modèle d'automobile Peugeot de 1926.

## Historique
Ce modèle Limousine de Luxe est équipé comme la Peugeot type 174 d'un moteur Peugeot « sans soupapes » mis à point par l'ingénieur Dufresne basé sur une invention de l'américain Charles Yale Knight.
Ce moteur emporte en 1925 le Grand Prix automobile de France de Montlhéry dans l'Essonne sur l'Autodrome de Linas-Montlhéry, organisé par l'Automobile Club de France et participe au Tour de France automobile de 1926